# Maconge
Maconge est une commune française située dans le canton d'Arnay-le-Duc, département de la Côte-d'Or, en région Bourgogne-Franche-Comté.

## Géographie

### Situation
Maconge est dans la partie sud-ouest de la Côte-d'Or. Le parc naturel régional du Morvan est à 15 km à l'ouest à vol d'oiseau (22 km par la route).
Paris est à 277 km au nord-est, la préfecture Dijon à 46 km à l'est par la A38 (gratuite), son chef-lieu de canton Arnay-le-Duc à 13 km au sud-ouest. Les autres grandes villes les plus proches sont Beaune à 38 km au sud-est, Autun (Saône-et-Loire) à 43 km au sud-ouest, Saulieu à 33 km à l'ouest et Avallon (Yonne) à 70 km au nord-ouest. Plus localement, Pouilly-en-Auxois est à 5,5 km au nord-ouest et Châteauneuf à 7 km à l'ouest.
Maconge fait partie de la communauté de communes de Pouilly-en-Auxois et Bligny-sur-Ouche.

### Routes et transports
L'autoroute A6 traverse la partie Est de la commune. L'accès le plus proche est l'échangeur n° 24 de Pouilly-en-Auxois à 4 km au nord ; c'est également un accès à l'autoroute A38, qui débute là et mène à Dijon. Les aires de repos de Chaignot (sens Paris-Lyon) et de la Répotte (sens Lyon-Paris) de la A6 sont sur le territoire de la commune.
La D977bis longe l'autoroute A6.
La D981 traverse dans le sens nord-sud la partie ouest de la commune, reliant Pouilly-en-Auxois au nord avec Arnay-le-Duc, Autun (la D981 devient la D681 en Saône-et-Loire) et Luzy dans le sud-est de la Nièvre.
Le bourg est traversé par la D14 reliant la D977bis au nord avec Cussy-le-Châtel, Foissy et au-delà au sud.
L'aérodrome de Pouilly - Maconge occupe le coin sud-ouest de la commune et une partie du territoire de Meilly-sur-Rouvres.

### Villages, hameaux, lieux-dits, écarts
La commune comprend seulement deux hameaux : les Perrins en sortie de bourg au sud, et Escommes.
Les lieux-dits sont nettement plus nombreux. Dans la liste, les noms des lieux-dits sont en italiques, ceux des hameaux en lettres droites.
A
- les Aubues

B
- Bois Revel

C
- le Chaignot
- Champ Bougeau
- Champ des Fourches
- Champ Vrenot
- le Crais

E
- Escommes

F
- les Fourneaux
- Grand Fremier

H
- les Hauteaux

N
- les Nouculées

P
- les Perrins
- les Pontots
- les Prueys

S
- la Saussoie

T
- les Tilles

Escommes, petit hameau d'environ 20 habitants riverain à la Vandenesse, est le seul hameau de la commune indiqué sur la carte de Cassini (Ecome) et sur la carte d'Etat-major du XIXe siècle. Face à son port de plaisance sur le canal se trouve une imposante maison, héritière de l'activité commerciale du canal de Bourgogne : c'est une ancienne cimenterie construite vers 1830.

### Hydrographie

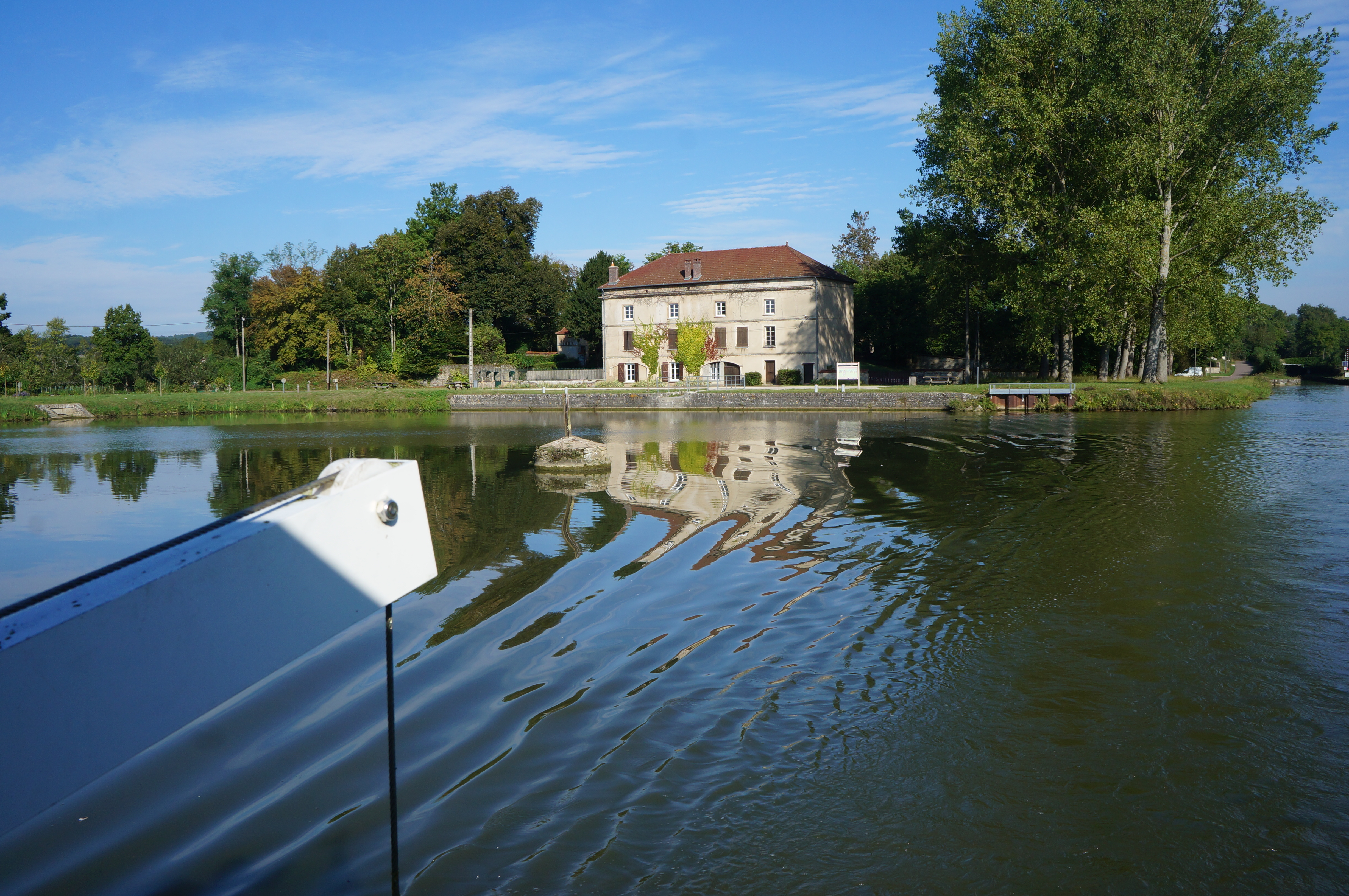
Port d'Escommes
et l'ancienne cimenterie

La commune est bordée à l'est par la Vandenesse et le canal de Bourgogne qui emprunte la vallée de la Vandenesse sur environ 13 km de Pont-d'Ouche au tunnel de point de partage des eaux du canal à Créancey. Un port de plaisance ("halte fluviale") est aménagé à Escommes, où accostent des péniches touristiques et la navette touristique "la Billebaude". L'écluse n° 1 d'Escommes est aussi sur la commune, première écluse vers le sud en sortant du port d'Escommes ; l'écluse n° 2 de Sermaize frôle la commune mais se trouve sur Créancey. À 1 km au nord du port d'Escommes, le canal emprunte un tunnel long de 3333 m. Ce tunnel est situé sur la ligne de partage des eaux entre l'Atlantique et la Méditerranée.
La commune est également traversée du sud au nord par la rigole d'alimentation du canal provenant du réservoir de Chazilly à 4,5 km au sud ; à son passage au village elle y alimente un lavoir au bout de l'impasse de l'Église ouvrant sur la place Étienne Dureux. Ce lavoir est couvert de tuiles rondes rares en Bourgogne,.

### Occupation des terres, géologie
Dans le nord de la commune, le bois Revel couvre environ 50 ha. De petites pièces de bois sont répandues un peu partout, en particulier le long des cours d'eau et dans les replis de terrain.

### Climat
Pour des articles plus généraux, voir Climat de la Bourgogne-Franche-Comté et Climat de la Côte-d'Or.
En 2010, le climat de la commune est de type climat océanique dégradé des plaines du Centre et du Nord, selon une étude du Centre national de la recherche scientifique s'appuyant sur une série de données couvrant la période 1971-2000. En 2020, Météo-France publie une typologie des climats de la France métropolitaine dans laquelle la commune est exposée à un climat océanique altéré et est dans la région climatique  Lorraine, plateau de Langres, Morvan, caractérisée par un hiver rude (1,5 °C), des vents modérés et des brouillards fréquents en automne et hiver. 
Pour la période 1971-2000, la température annuelle moyenne est de 10,5 °C, avec une amplitude thermique annuelle de 17,5 °C. Le cumul annuel moyen de précipitations est de 843 mm, avec 12,3 jours de précipitations en janvier et 8,1 jours en juillet. Pour la période 1991-2020, la température moyenne annuelle observée sur la station météorologique de Météo-France la plus proche, « Pouilly-en-Aux_sapc », sur la commune de Pouilly-en-Auxois à 5 km à vol d'oiseau, est de 10,7 °C et le cumul annuel moyen de précipitations est de 859,1 mm,. Pour l'avenir, les paramètres climatiques de la commune estimés pour 2050 selon différents scénarios d'émission de gaz à effet de serre sont consultables sur un site dédié publié par Météo-France en novembre 2022.

## Urbanisme

### Typologie
Au 1er janvier 2024, Maconge est catégorisée commune rurale à habitat dispersé, selon la nouvelle grille communale de densité à 7 niveaux définie par l'Insee en 2022.
Elle est située hors unité urbaine. Par ailleurs la commune fait partie de l'aire d'attraction de Dijon, dont elle est une commune de la couronne,. Cette aire, qui regroupe 333 communes, est catégorisée dans les aires de 200 000 à moins de 700 000 habitants,.

### Occupation des sols
L'occupation des sols de la commune, telle qu'elle ressort de la base de données européenne d’occupation biophysique des sols Corine Land Cover (CLC), est marquée par l'importance des territoires agricoles (88,5 % en 2018), une proportion identique à celle de 1990 (88,5 %). La répartition détaillée en 2018 est la suivante : 
prairies (46,2 %), terres arables (42,3 %), forêts (7,6 %), zones urbanisées (3,9 %). L'évolution de l’occupation des sols de la commune et de ses infrastructures peut être observée sur les différentes représentations cartographiques du territoire : la carte de Cassini (XVIIIe siècle), la carte d'état-major (1820-1866) et les cartes ou photos aériennes de l'IGN pour la période actuelle (1950 à aujourd'hui).

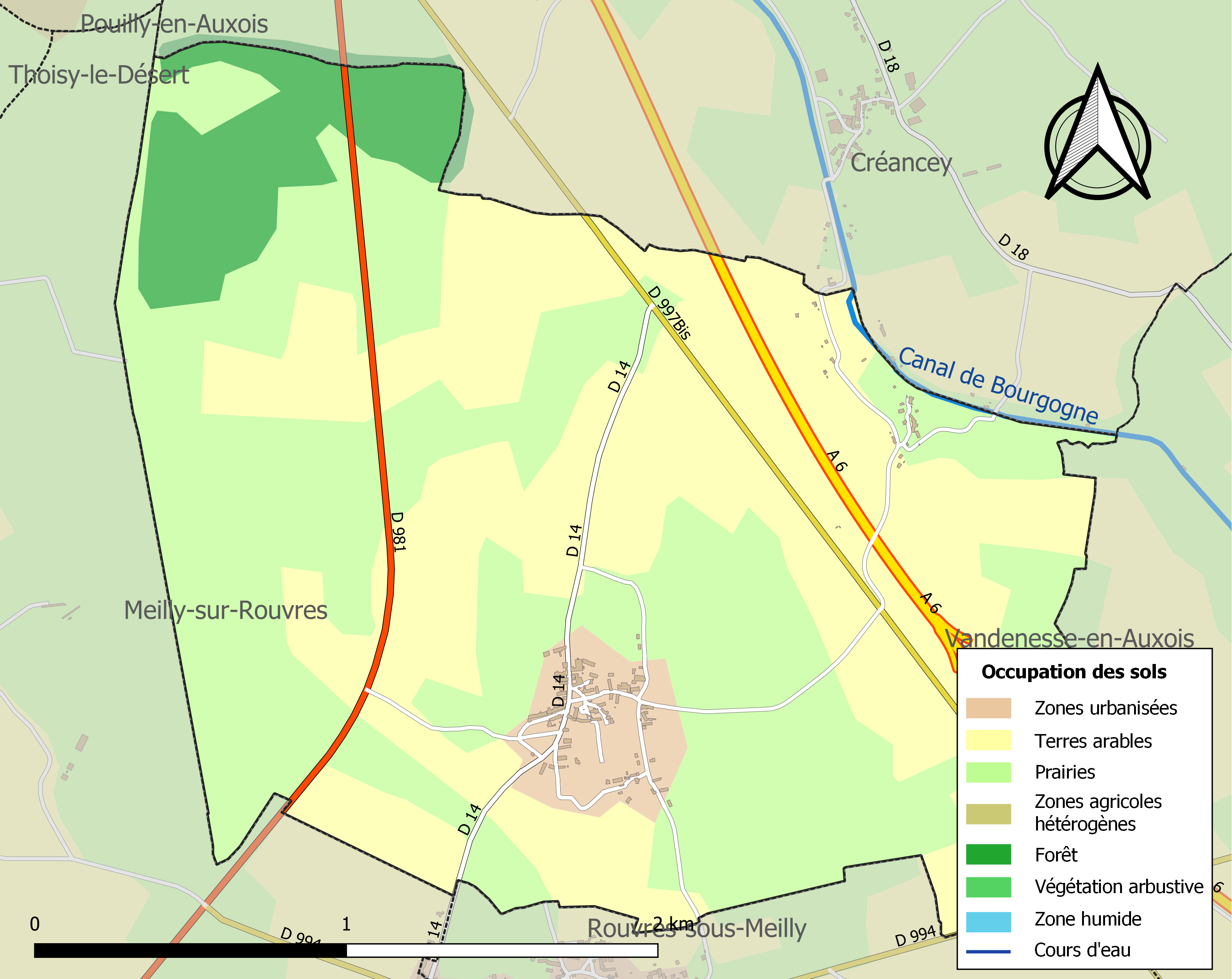
Carte des infrastructures et de l'occupation des sols de la commune en 2018 (CLC).

## Toponymie
Selon Muret le nom viendrait de Macco ou Marco plutôt que du nom germanique Macco, bien que Grégoire de Tours en fournisse un exemple.
Noms connus : Maconges (1199) ; Macongex (1249) ; Maconge (1461) ; Massinge (1574) ; Masconge (1625) ; Masconges (1657) ; Mattonge (1661) ; Macconge (1733)

## Histoire

### Préhistoire
Des silex taillés du type Levallois ont été retrouvés à l'est de Maconge.

### Antiquité
Maconge jouxtait l'ancienne route d'Arnay-le-Duc à Dijon.

### Moyen-Âge
Du point de vue ecclésiastique, Maconge est d'abord une succursale de Rouvres-sous-Meilly, puis une annexe de Meilly qui est substitué à Rouvres. La carte de Cassini l'indique d'ailleurs comme telle avec l'abréviation "succ.(ursale)".
Maconge et Meilly sont de l'ancien domaine des ducs de Bourgogne. Hugues IV les vend en 1340 à Guillaume Gallois de la Baume. Les deux villages échoient ensuite à Renaud de Gillans, puis à J. le Hardi de la Trousse, ensuite aux comtes de Bouligneux et au XVIIIe siècle au président de Champeron.
1248 : Guillaume seigneur de Maconge est enterré à l'abbaye de la Bussière.

### Temps modernes
En 1589, amodiation de Maconge, Rouvres et Meilly par Antoinette Triboulet, veuve de Jean Masson bourgeois de Beaune.
En 1724, le seigneur de Maconge est Jean-Charles Coste de Champéron, président du parlement de Paris.
Vers 1730, le domaine de Maconge, Rouvres et Meilly est acquis par Jean Pâris de Monmartel, conseiller d'État, qui paye 722 000 livres pour Thoisy-le-Désert, Châteauneuf et les trois quarts de Vandenesse en plus des trois lieux précités. Deux foires sont établies en 1587 et un marché le mardi.
En 1789, Maconge dépend de la province de Bourgogne, bailliage d'Arnay-le-Duc. Au XIXe siècle, la commune fait partie du canton de Pouilly, comme l'indique la carte d'état-major de l'époque.

## Politique et administration

### Civile sous l'Ancien régime
- 1790 : Jean Vivant Micault de Corbeton (10 mai 1725 - 17 mars 1794), président au Parlement de Bourgogne, seigneur de Meilly-sur-Rouvres, Rouvres-sous-Meilly, Saligny, Liernolles, Maconge, Barbirey-sur-Ouche, Santenay, Pommard et autres lieux, dernier marquis de Joncy, époux de Marie Françoise Trudaine. Mort décapité.

### Civile depuis La Révolution
| Période                                  | Période | Identité              | Étiquette | Qualité |
| ---------------------------------------- | ------- | --------------------- | --------- | ------- |
| mars 2001                                |         | M. Philippe Souverain |           |         |
| Les données manquantes sont à compléter. |         |                       |           |         |

## Démographie
L'évolution du nombre d'habitants est connue à travers les recensements de la population effectués dans la commune depuis 1793. Pour les communes de moins de 10 000 habitants, une enquête de recensement portant sur toute la population est réalisée tous les cinq ans, les populations de référence des années intermédiaires étant quant à elles estimées par interpolation ou extrapolation. Pour la commune, le premier recensement exhaustif entrant dans le cadre du nouveau dispositif a été réalisé en 2008.

En 2022, la commune comptait 134 habitants, en évolution de +1,52 % par rapport à 2016 (Côte-d'Or : +0,82 %, France hors Mayotte : +2,11 %).
| 1793 | 1800 | 1806 | 1821 | 1831 | 1836 | 1841 | 1846 | 1851 |
| ---- | ---- | ---- | ---- | ---- | ---- | ---- | ---- | ---- |
| 278  | 289  | 283  | 288  | 287  | 302  | 275  | 300  | 304  |

| 1856 | 1861 | 1866 | 1872 | 1876 | 1881 | 1886 | 1891 | 1896 |
| ---- | ---- | ---- | ---- | ---- | ---- | ---- | ---- | ---- |
| 286  | 274  | 247  | 234  | 212  | 234  | 229  | 242  | 236  |

| 1901 | 1906 | 1911 | 1921 | 1926 | 1931 | 1936 | 1946 | 1954 |
| ---- | ---- | ---- | ---- | ---- | ---- | ---- | ---- | ---- |
| 238  | 206  | 199  | 145  | 143  | 152  | 141  | 125  | 104  |

| 1962 | 1968 | 1975 | 1982 | 1990 | 1999 | 2006 | 2008 | 2013 |
| ---- | ---- | ---- | ---- | ---- | ---- | ---- | ---- | ---- |
| 127  | 115  | 92   | 95   | 76   | 97   | 127  | 136  | 139  |

| 2018 | 2022 | - | - | - | - | - | - | - |
| ---- | ---- | - | - | - | - | - | - | - |
| 133  | 134  | - | - | - | - | - | - | - |

## Environnement
En raison de ses efforts pour la qualité de son environnement nocturne, la commune a été labellisée « Village 2 étoiles » en 2013. Le label est décerné par l'Association nationale pour la protection du ciel et de l'environnement nocturnes (ANPCEN) et compte 5 échelons. Des panneaux aux entrées du village, indiquent cette distinction.

## Lieux et monuments
Dans le village

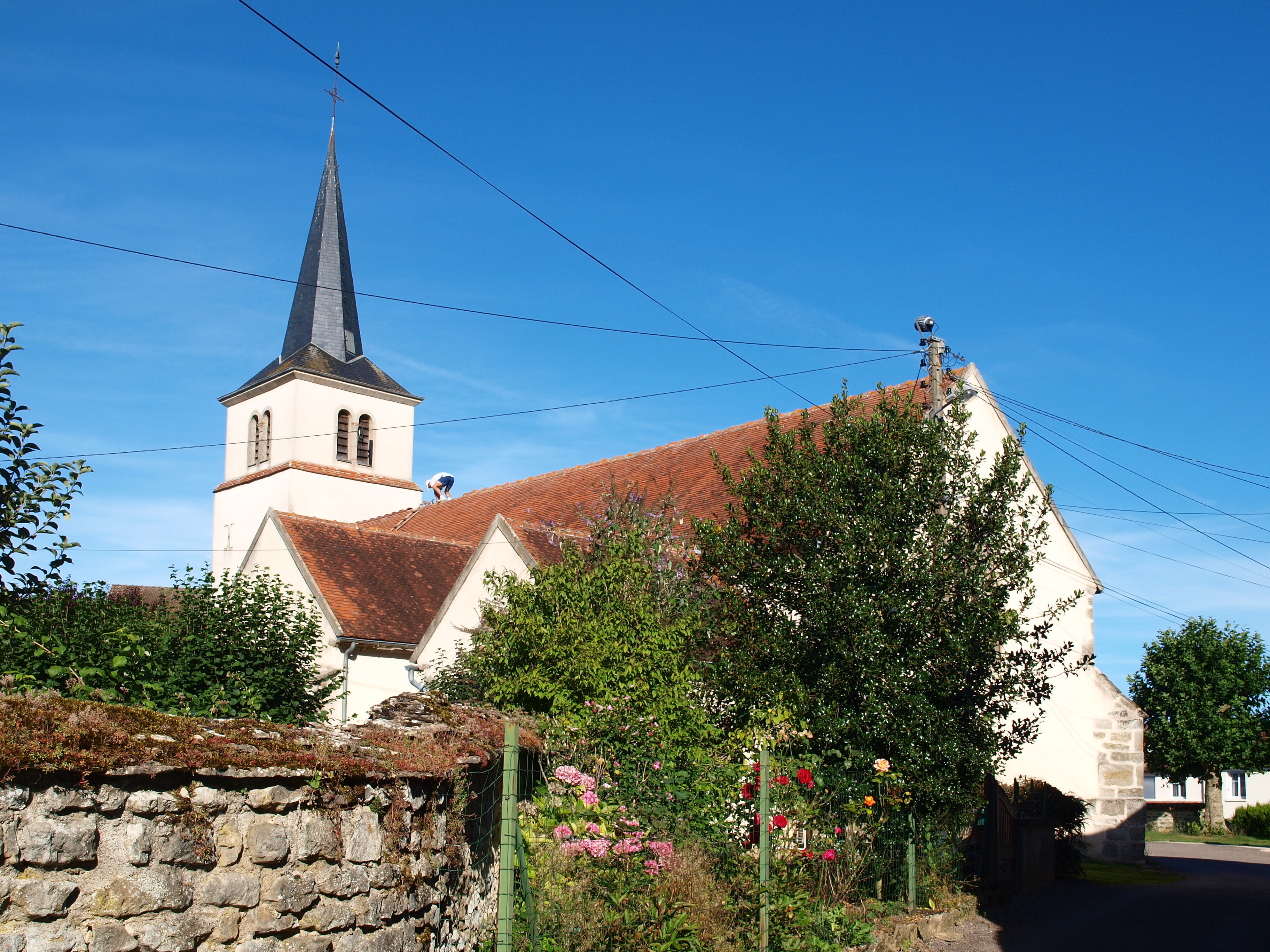
Église Sainte-Anne
(anc. Saint-Gengoux)

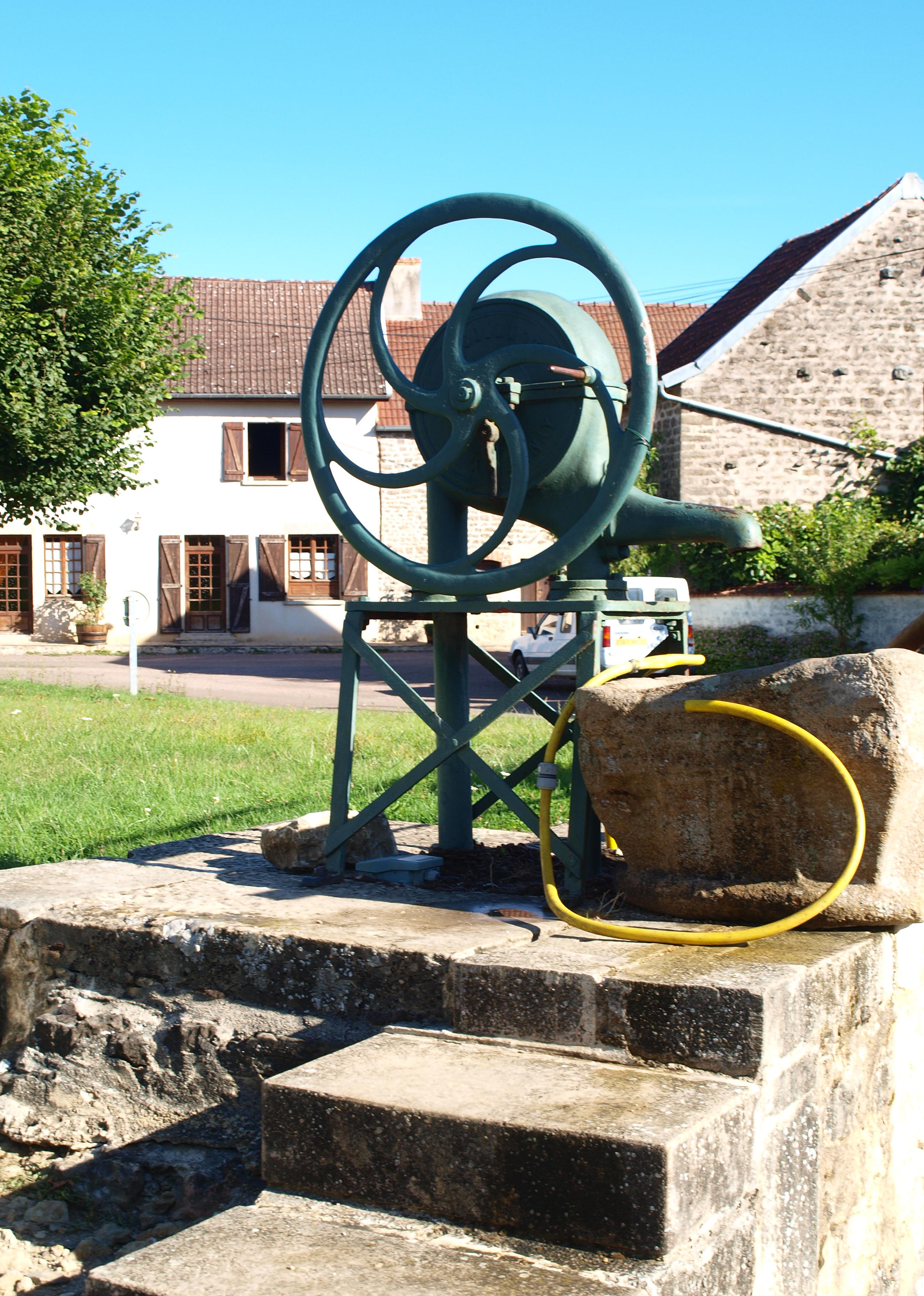
Pompe à godets

L'église paroissiale Sainte-Anne, anciennement Saint-Gengoux, date de la fin du XVe siècle ou du début du XVIe siècle. Elle est inscrite MH depuis 2004. Sa clôture de sanctuaire à deux battants en fer forgé et étampé porte un décor en fonte de fer ; elle date de la fin XVIIIe siècle ou début XIXe siècle et est inscrite MH depuis 2005. Elle inclut, inscrits MH depuis 2005 :
- un autel-tombeau datant de 1859 par Étienne Bourgeois, sculpteur et tailleur de pierre dijonnais, a réalisé la même année un autel identique pour une chapelle de l'église de Créancey ;
- l'ancien maître-autel-tombeau en bois et son tabernacle datent du  milieu  du XVIIIe siècle et sont inscrits ;
- un autel de la 2e moitié du XIXe siècle par le sculpteur dijonnais Jules Schanosky, frère de Xavier Schanosky qui a travaillé à l'abbaye de la Bussière. Il a orné la façade de l'autel avec une copie en demi-relief de la Cène de Léonard de Vinci. L'église contient 25 autres pièces de mobilier inscrites MH - voir le menu déroulant dans Abbaye de la Bussière#Mobilier classé MH.

Une croix du XVIe siècle se trouve sur la place de l'église, inscrite MH depuis 1925. Une demande de subvention pour travaux de restauration a été déposée pour elle en 1934. Cette croix reposoir montre une inhabituelle association de pierre (socle, croix) et de bronze (image du Christ crucifié, XIXe siècle) : mais sa plus grande originalité est sous la figure crucifiée, deux bras sortant de chaque côté du fût de la croix et portant chacun un personnage debout tourné vers le devant de la croix : d'un côté sainte Marie, de l'autre saint Jean portant l'évangile, tous deux se tenant sur un socle sculpté d'une tête d'ange.
La vieille pompe à godets montée au-dessus d'un puits, et son abreuvoir en métal riveté (voir photo en tête d'article), ont été fabriqués par les établissements Sigoillot à Arnay-le-Duc. Ils se trouvent place Étienne Dureux, en face du lavoir.
Hors du village

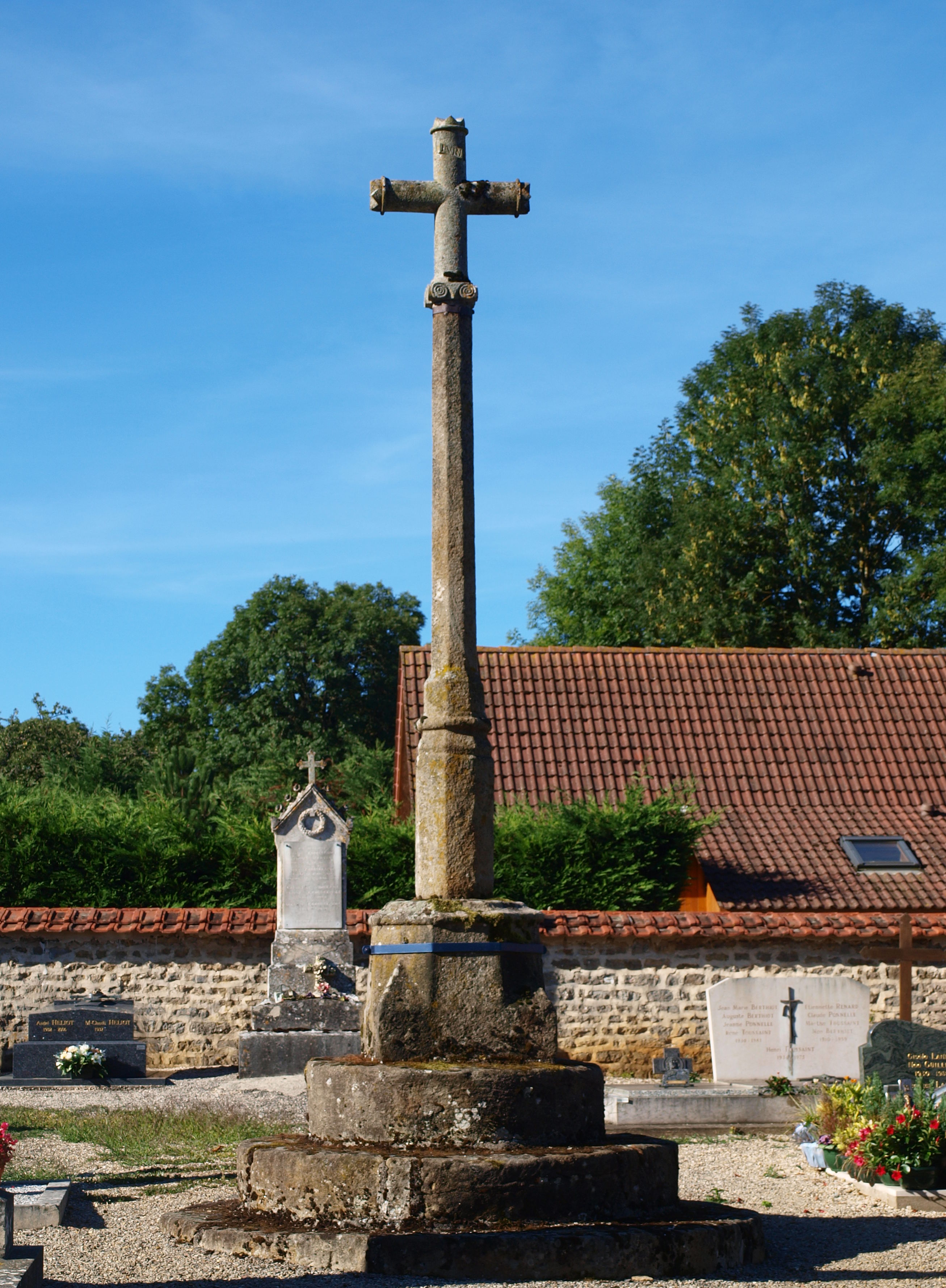
Croix du cimetière

Une croix monumentale au hameau des Perrins est inscrite MH depuis 2004. Une autre dans la Grande rue de Maconge date également du XVIe siècle et est inscrite MH depuis 2004.
La croix de chemin près de Crais sur la RD14 au croisement du CR18, est en fonte sur piédestal et socle en pierre moulurée. La croix est ornementée de tiges de lierre s'enroulant autour d'elle.
Croix de cimetière ;
croix de chemin près de Champ Bougeau ;
croix de chemin rue Ursin.
La croix de chemin à l'écluse d'Escommes n° 1 du versant Saône date de 1854 ou 1855. Elle se trouve près du pont sur la rigole de Chazilly. Elle est en pierre, montée sur un socle en pierre. Pont et croix sont inscrits MH depuis 2016.
Le pont routier construit dans le second quart du XIXe siècle sur la rigole de Chazilly à son débouché dans le bassin du port d'Escommes, est élargi de 1 m en 1863 et son tablier changé en 1897. Il est inscrit MH depuis 2016,.
L'écluse de Sermaise n° 2 du versant Saône est sur Sermaise mais le reste du site de l'écluse est sur Maconge, dont le pont routier passant l'écluse. Le site est inscrit MH depuis 2016. Le pont routier a été construit dans le second quart du XIXe siècle et peut-être surélevé dans les dernières années du même siècle, une opération au cours de laquelle son tablier d'origine, dont on ne sait s'il était en bois ou en pierre, aurait été remplacé par un tablier métallique. Ses trottoirs sont en pierre. Il est inscrit MH depuis 2016.
Le  bassin du port d'Escommes,, avec l'écluse d'Escommes n° 1 et sa maison éclusière de type Foucherot, sont inscrits MH depuis 2016.

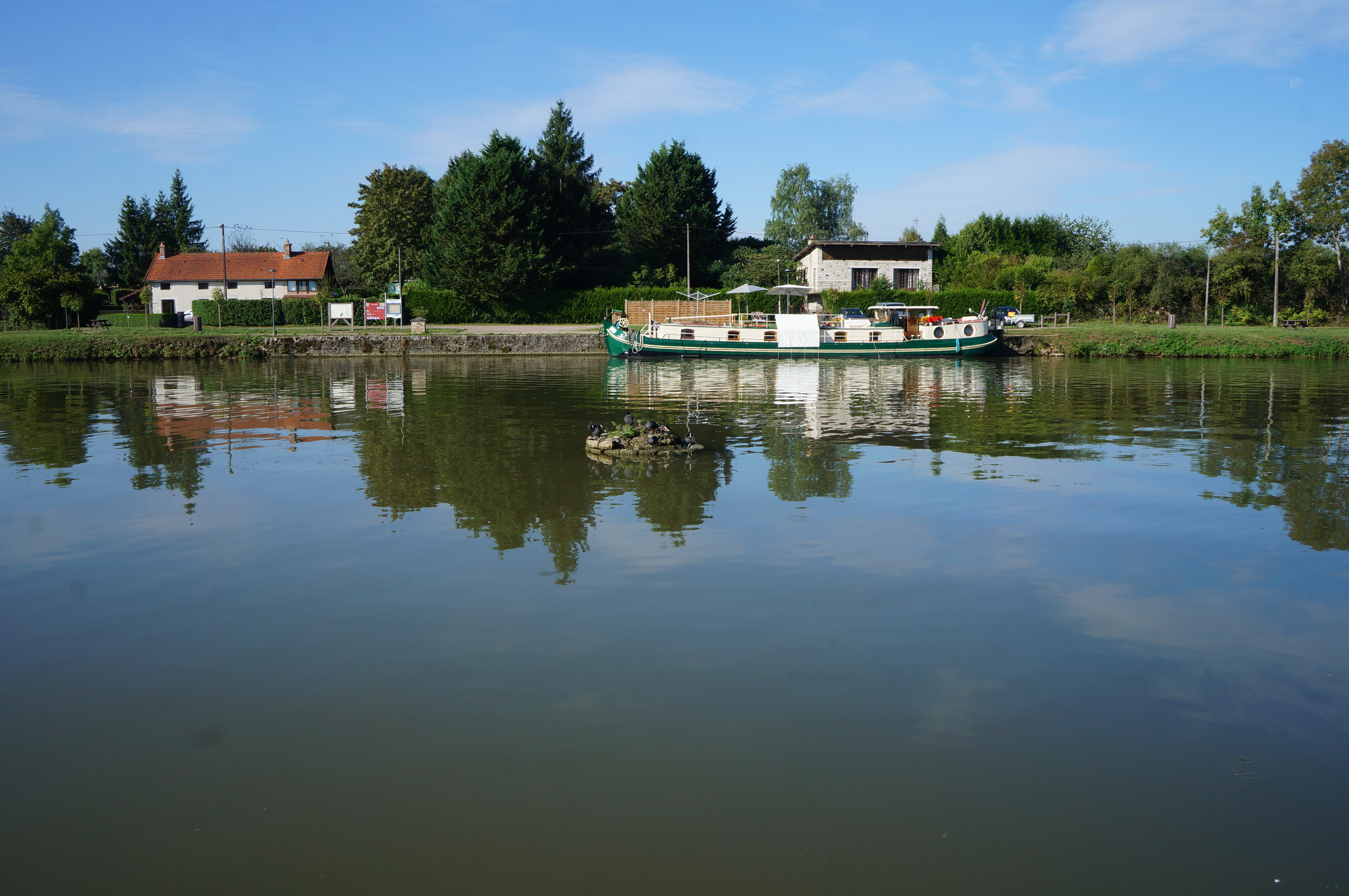
Port d'Escommes
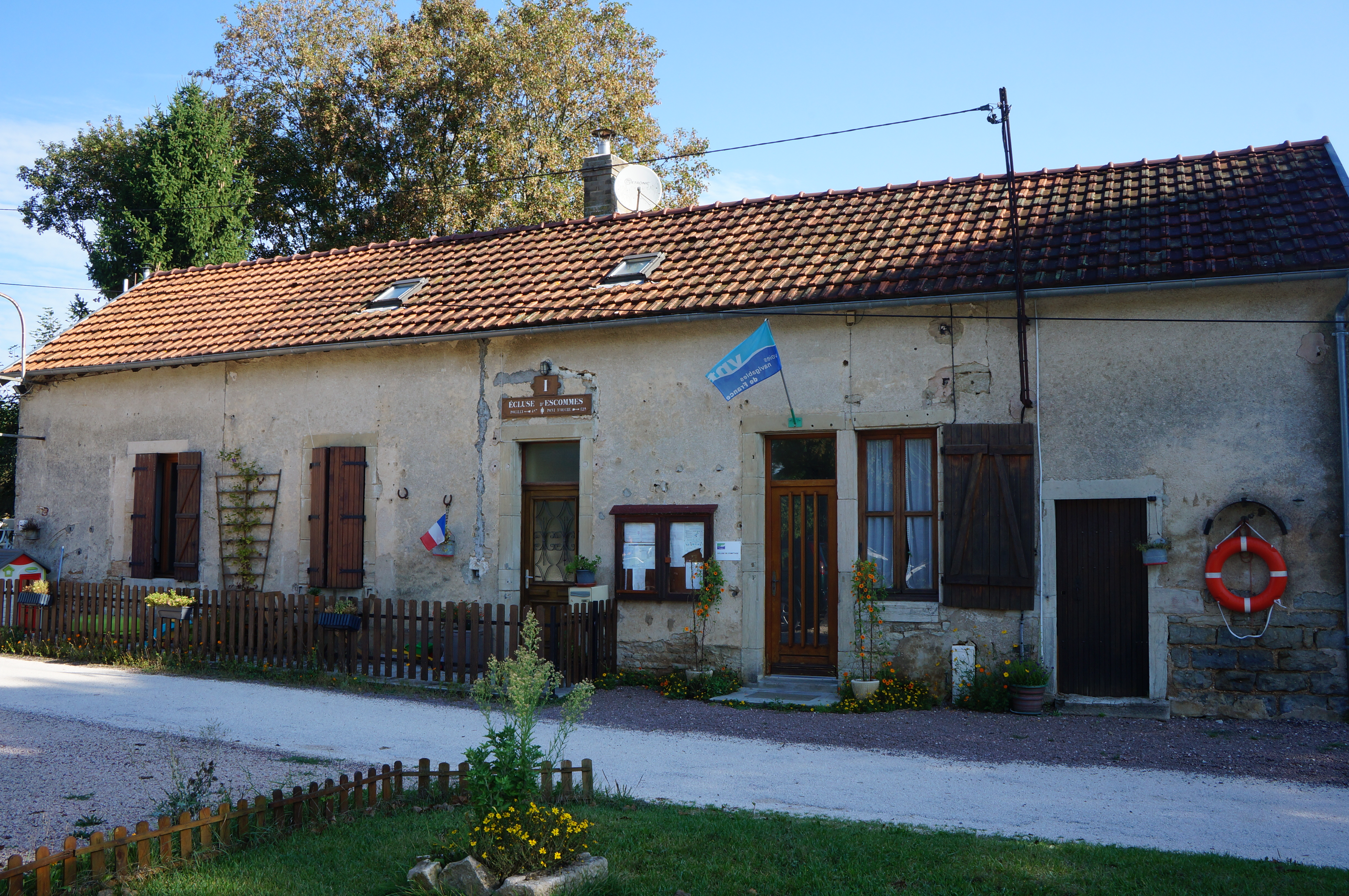
Maison éclusière d'Escommes

L'usine hydroélectrique à l'écluse d'Escommes n° 1 a été construite en 1893. Elle fournissait l'électricité pour les toueurs mis en place par l'ingénieur François-Marie Galliot pour tirer les bateaux lors de la traversée du partage des eaux, le tunnel du canal de Créancey à Pouilly. Sa source d'énergie était la chute d'eau de l'écluse. Elle est inscrite MH depuis 2016.
La rigole d'alimentation du réservoir de Chazilly, dite rigole de Chazilly, a été construite dans les années 1820-1830 en même temps que le réservoir de Chazilly. Elle comporte de nombreux aqueducs aménagés sous la rigole afin de laisser passer les cours d'eau voisins, ainsi que de nombreux ponts. Elle commence à la tour de prise d'eau du réservoir de Chazilly ; une partie de son trop-plein se déverse dans une rigole qui rejoint la décharge de fond du barrage. La rigole de Chazilly emprunte un aqueduc pour passer au-dessus de la digue du réservoir du Tillot. Elle est inscrite MH depuis 2016.
La rigole d'alimentation du canal de Bourgogne, dite rigole de Beaume, date des années 1830 et traverse le village. Elle aussi comporte de nombreux ouvrages d'art (ponts et aqueducs). La partie de l'ouvrage traversant le village de Maconge a été restaurée en 1893. La rigole est inscrite MH depuis 2016.
Les « murs Mire », sur l'aire de la Repotte de l'autoroute A6 dans le sens Lyon-Paris, est une structure moderne de murs carrelés de céramique colorée avec une "fenêtre" cadrant Châteauneuf.

## Personnalités liées à la commune
- Jean Dard, instituteur né à Maconge en 1789[35], a ouvert la première classe d'école au Sénégal et a écrit un dictionnaire français-wolof.

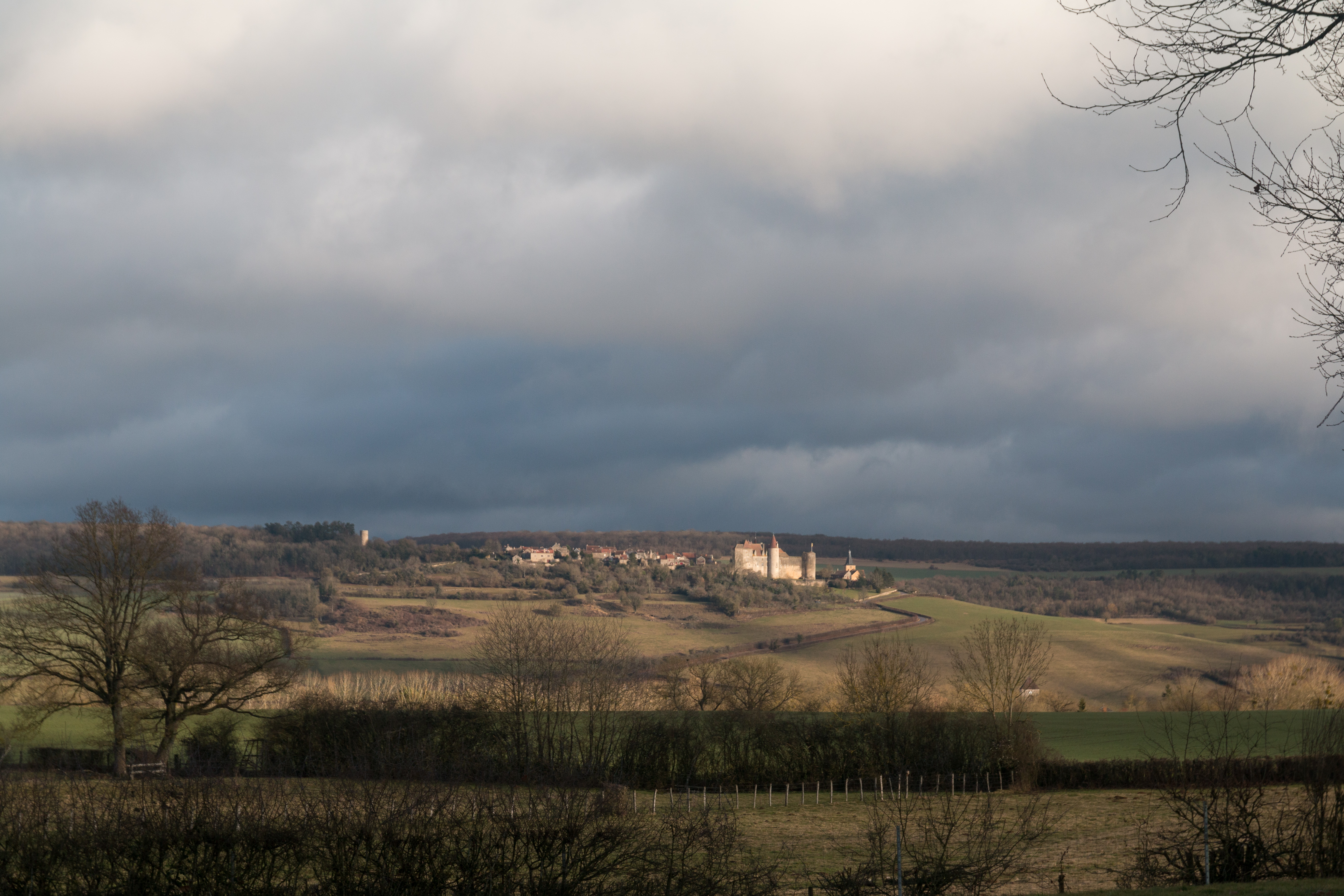
Vue vers l'est depuis Maconge : Châteauneuf